# Sparassis
Sparassis también conocidos como "hongos coliflor" es un género de hongos parásitos y saprofitos que se caracterizan por su forma y apariencia únicas y se encuentran en todo el mundo. Su apariencia puede describirse como similar a una esponja de mar, un cerebro o una cabeza de coliflor, de ahí su nombre popular.
Se cultivan y se venden cada vez más en Corea, Japón, Estados Unidos y Australia. El nombre genérico proviene del griego sparassein, que significa desgarrar. 

## Especies
Las siguientes especies se reconocen en el género Sparassis:
- Sparassis americana R.H. Petersen
- Sparassis brevipes Krombh.
- Sparassis crispa (Wulfen) Fries
  - Sinónimo: Sparassis radicata Weir
- Sparassis cystidiosa Desjardin & Zheng Wang[3]
- Sparassis foliacea St.-Amans
- Sparassis herbstii Peck
- Sparassis kazachstanica Shvartsman
- Sparassis laminosa Fries
- Sparassis latifolia Y.C. Dai & Zheng Wang[3]
- Sparassis miniensis Blanco-Dios & Z. Wang[4]
- Sparassis minoensis Blanco-Dios & Z. Wang
- Sparassis nemecii Pilát & Veselý
- Sparassis simplex D.A. Reid
- Sparassis spathulata (Schwein.) Fries
- Sparassis subalpina Q. Zhao, Zhu L. Yang & Y.C. Dai
- Sparassis tremelloides Berkeley

Las especies más conocidas y más recolectadas son Sparassis crispa (que se encuentra en Europa y el este de América del Norte) y Sparassis radicata (que se encuentra en el oeste de América del Norte). Estas especies tienen una apariencia muy similar y algunas autoridades las tratan como conespecíficas. Su color varía desde el marrón amarillento claro hasta el amarillo grisáceo o un color coliflor blanco cremoso. Normalmente miden de 10 a 25 cm de alto, pero pueden crecer bastante, con casos reportados de cuerpos fructíferos de más de 50 cm de alto y 14 kg de peso. Su apariencia y tamaño únicos significan que es poco probable que se confundan con hongos venenosos o no comestibles. Crecen como parásitos o saprofitos sobre las raíces o bases de varias especies demaderas duras, especialmente robles y coníferas, y por lo tanto se encuentran más comúnmente creciendo cerca de abetos, pinos o robles.

## Comestibilidad
Sparassis crispa puede ser muy sabroso, pero debe limpiarse a fondo antes de su uso. Los pliegues pueden contener tierra y otros materiales porque, a medida que crece, el basidiocarpo envuelve objetos como agujas de pino. El gastrónomo italiano Antonio Carluccio dijo que Sparassis crispa europea debe recogerse cuando tiene un color blanco cremoso, porque una vez amarilla es demasiado indigerible para comer. Es adecuado para secar y reconstituir porque conserva su textura cartilaginosa y por lo tanto es bueno para sopas.
Sparassis radicata también es comestible, al igual que Sparassis spathulata, un hongo de coliflor que se parece a Grifola frondosa.
Sparassis crispa también se usa ampliamente en la medicina tradicional china porque contiene ingredientes farmacológicos activos. Para estudiar mejor su valor medicinal, la secuencia genómica de Sparassis crispa se publicó en octubre de 2018. Se encontró que el peso seco del basidiocarpo contenía hasta un 43,6 % de betaglucano, que fue aprobado para el tratamiento del cáncer en Japón y más recientemente recomendado para pacientes con COVID-19 para superar la inflamación.
Los experimentos sugieren que Sparassis crispa contiene sustancias químicas que pueden estimular el sistema inmunológico y tiene muchas propiedades biológicas que incluyen: antitumoral, actividad antiviral (actividad inhibidora de la transcriptasa inversa), neuroprotección, cardioprotección, antiinflamatorios, hiperlipidemia, medicación antidiabética, compuestos antimicrobianos y Staphylococcus aureus resistente a la meticilina (MRSA).